# Ekonomski zemljopis
Ekonomski zemljopis ili ekonomska geografija je znanost o zemljopisnom smještaju proizvodnih snaga i pojedinih gospodarskih objekata, ako je ta lokacija određena zakonima društvenog razvitka, a ne zakonima prirode. Ekonomska geografija izučava uvjete prostornog razvitka i rasporeda proizvodnih postrojenja, što djelomice zavisi od ljudske volje, a djelomice od položaja i rasprostranjenosti prirodnih bogatstava pojedine zemlje.
Ekonomski zemljopis je znanost o široko promjenljivim ekonomskim uvjetima diljem planeta Zemlje. Na gospodarstvo zemljopisnog prostora mogu utjecati klima, geologija i sociopolitički čimbenici. Geologija utječe na dostupnost bogatstava, prijevozne troškove i odluke o korištenju zemlje, a klima na dostupnost prirodnih bogatstava (posebno poljodjelskih i šumskih proizvoda) te na radne uvjete i proizvodnost. Socijalne i političke ustanove, koje su jedinstvene za pojedinu regiju, također mogu imati učinak na gospodarske odluke.
Ova gledišta ekonomske znanosti zabilježio je Adam Smith u Bogatstvu naroda, a također ih proučavaju ekonomisti današnjice poput Davida Landesa na Sveučilištu Harvard i ekonomista Ellswortha Huntingtona iz 20. stoljeća.
Ta stajališta suprotstavljena su prostornoj ekonomiji ili lokacijskoj ekonomiji koja gleda na ta pitanja s mikroekonomske perspektive. Umjesto da pripiše lokacijske odluke zemljopisu, prostorna ekonomija tipično koristi apstraktnije varijable poput udaljenosti ili vremena putovanja. Ekonomski zemljopis je u nedavnim desetljećima izgubila naklonost većine ekonomista koji su se usmjerili na metode prostorne ekonomije.
Ellsworth Huntington, profesor ekonomije na sveučilištu Yaleu na početku 20. stoljeća je primijetio da sjeverna hladna područja poput SAD-a, Britanije, Europe i Japana imaju velika, dobro razvijena gospodarstva dok tople, tropske zemlje nemaju tolika bogatstva - tzv. „ekvatorski paradoks”. Huntington je pripisao razlike u ekonomskim dostignućima razlikama u klimi. Mnogi ekonomisti se ne slažu s tom idejom.
Prema Huntingtonu, te su razlike u ekonomskoj mogućnosti također utjecale na političke strukture—tropske države češće imaju nestabilnu političku povijest.
Ostali čimbenici u tom modelu koji utječu na ekonomsku mogućnost jesu pristup moru i nazočnost sirovih materijala poput nafte. Singapur, primjerice, zauzima ključni položaj morske luke, dok bogatstvo Saudijske Arabije ovisi gotovo u potpunosti o nafti.

## Poveznice
- popis tema ekonomske geografije
- prostorna ekonomija

## Vanjske poveznice
- Ekonomska geografija u geografskoj znanosti